# Академическая гребля на летних Олимпийских играх 2016 — восьмёрки (мужчины)
Соревнования по академической гребле среди восьмёрок у мужчин на летних Олимпийских играх 2016 года прошли с 8 по 13 августа в лагуне Родригу-ди-Фрейташ. В соревнованиях приняли участие 63 спортсмена из 7-ми стран. Действующими олимпийскими чемпионами в данной дисциплине являются гребцы Германии.

## Призёры
| Золото | Серебро | Бронза |
| Великобритания · Скотт Дюрант · Том Рэнсли · Эндрю Триггз-Ходж · Мэтт Готрел · Пит Рид · Пол Беннетт · Мэтт Лэнгридж · Уильям Сэтч · Филан Хилл (рулевой) | Германия · Максимилиан Мунски · Мальте Якшик · Андреас Куффнер · Эрик Йоханнесен · Максимилиан Райнельт · Феликс Драхотта · Рихард Шмидт · Ханнес Оцик · Мартин Зауэр (рулевой) | Нидерланды · Дирк Эйттенбогард · Боаз Мейлинк · Кай Хендрикс · Будевейн Рёэлл · Оливье Зигелар · Тони Витен · Мехил Верслёйс · Петер Вирсум · Роберт Люккен (рулевой) |

## Рекорды
До начала летних Олимпийских игр 2016 года мировой и олимпийский рекорды были следующими:
| Мировой рекорд     | Канада | 05:19,350 | Люцерн | 25 мая 2012     |
| Олимпийский рекорд | США    | 05:19,850 | Афины  | 15 августа 2012 |

## Расписание
Время местное (UTC−3)
| Дата       | Время       | Раунд                  |
| ---------- | ----------- | ---------------------- |
| 8 августа  | 10:50–11:00 | Предварительные заезды |
| 10 августа | 10:00       | Отборочный заезд       |
| 13 августа | 11:24       | Финал                  |

## Соревнование

### Предварительный этап
Экипаж, занявший в своём заезде первое место, напрямую проходит в финал соревнований. Все остальные сборные попадают в отборочный заезд, где будут разыграны ещё четыре путёвки в следующий раунд.

#### Заезд 1
| Место | Спортсмены | Страна         | Время   | Отставание | Примечания |
| ----- | --- | -------------- | ------- | ---------- | ---------- |
| 1     | Скотт Дюрант Том Рэнсли Эндрю Триггз-Ходж Мэтт Готрел Филан Хилл (рулевой) Пит Рид Пол Беннетт Мэтт Лэнгридж Уильям Сэтч                                   | Великобритания | 5:34,23 | +0,00      | F          |
| 2     | Дирк Эйттенбогард Боаз Мейлинк Кай Хендрикс Будевейн Рёэлл Роберт Люккен (рулевой) Оливье Зигелар Тони Витен Мехил Верслёйс Петер Вирсум                   | Нидерланды     | 5:36,16 | +1,93      | R          |
| 3     | Том Мюррей Майкл Брейк Шон Керкем Алекс Кеннеди Кейлеб Шеперд (рулевой) Джо Райт Айзек Грейнджер Брук Робертсон Стивен Джонс                               | Новая Зеландия | 5:36,28 | +2,05      | R          |
| 4     | Эмануэеле Льюцци Фабио Инфимо Марио Паонесса Пьерпаоло Фраттини Энрико Д’Аньелло (рулевой) Маттео Стефанини Симоне Веньер Лука Агаменнони Винченцо Капелли | Италия         | 5:52,83 | +18,60     | R          |

#### Заезд 2
| Место | Спортсмены | Страна   | Время   | Отставание | Примечания |
| ----- | --- | -------- | ------- | ---------- | ---------- |
| 1     | Максимилиан Мунски Мальте Якшик Андреас Куффнер Эрик Йоханнесен Мартин Зауэр (рулевой) Максимилиан Райнельт Феликс Драхотта Рихард Шмидт Ханнес Оцик             | Германия | 5:38,22 | +0,00      | F          |
| 2     | Сэмюэль Доммер Ханс Стражина Александр Карвоски Гленн Очел Сэмюэль Оджсеркис (рулевой) Стивен Каспжик Майкл Ди Санто Роберт Манн Остин Хак                       | США      | 5:40,16 | +1,94      | R          |
| 3     | Збигнев Сходовский Роберт Фукс Кристиан Арановский Матеуш Виланговский Даниэль Трояновский (рулевой) Миколай Бурда Михал Шпаковский Марцин Бжезиньский Пётр Ющак | Польша   | 5:42,32 | +4,10      | R          |

### Отборочный заезд
Первые четыре экипажа проходят в финал. Гребцы, пришедшие к финишу последними, вылетают из соревнований и занимают итоговое 7-е место.
| Место | Спортсмены | Страна | Время | Отставание | Примечания |
| ----- | ---------- | ------ | ----- | ---------- | ---------- |
| 1     |            |        |       |            | F          |
| 2     |            |        |       |            | F          |
| 3     |            |        |       |            | F          |
| 4     |            |        |       |            | F          |
| 5     |            |        |       |            |            |

### Финал
| Место | Спортсмены | Страна | Время | Отставание |
| ----- | ---------- | ------ | ----- | ---------- |
| 1     |            |        |       |            |
| 2     |            |        |       |            |
| 3     |            |        |       |            |
| 4     |            |        |       |            |
| 5     |            |        |       |            |
| 6     |            |        |       |            |